# Železnica Carsko selo
Železnica Carsko selo je bila prva javna železniška proga v Ruskem cesarstvu . Od Sankt Peterburga do Pavlovska je bila dolga 27 km in tekla skozi bližnje (4 km) Carsko selo. Gradnja se je začela maja 1836, prva poskusna potovanja pa so bila izvedena istega leta med Carskim selom in Pavlovskom z uporabo konjske vprege. Proga je bila uradno odprta 30. oktobra 1837, ko je  parna lokomotiva med Sankt Peterburgom in Carskim selom vlekla 8-vagonski vlak. Do gradnje železnice Sankt Peterburg – Moskva leta 1851 je bila edina potniška železniška proga v Rusiji . Leta 1899 je bila združena v železnici Moskva-Ventspils-Ribinsk in je zdaj del Oktobrske železnice (rusko Октябрьская железная дорога).

## Zgodovina
Prve železnice v Rusiji so bile kratke in ozkotirne z lesenimi in nato jeklenimi tirnicami, ki so jih v 18. stoletju uporabljali za prevoz vagonov z rudo v številnih rudnikih Urala. Zlasti linija Nižni Tagil, zgrajena v letih 1833–1834, je bila opremljena s parno lokomotivo in je lahko prevažala nekaj rudarjev, skupaj s tovorom rude. Parno lokomotivo so konstruirali ruski inženirji, oče in sin Čerepanov. Vendar njihova zasnova ni našla uporabe zunaj tovarne, zato je bila večina strojne opreme za železnico Carsko selo, vključno z tirnicami, vagoni, lokomotivami in železniškimi stikali, kupljena v tujini .
Prve evropske železnice so pokazale svoj velik gospodarski potencial, avgusta 1834 pa je rusko rudarsko ministrstvo avstrijsko-češkega inženirja Franca Antona von Gerstnerja povabilo, naj razišče možnost gradnje železnic v Rusiji. Januarja 1835 je po nekajmesečnem potovanju po državi predložil pisno poročilo Nikolaju I. in ga nato osebno spoznal ter predlagal gradnjo železnice med Moskvo in Sankt Peterburgom ter nato med Moskvo, Kazanom in Nižnim Novgorodom. Gerstnerjev predlog je ocenila komisija, ki jo je vodil Mihail Speranski. Komisija je ugotovila, da je projekt izvedljiv in priporočil začeti s kratko železnico med Sankt Peterburgom, Carskim selom in bližnjim Pavlovskom. To resolucijo so podprli carski odloki z dne 21. marca in 15. aprila 1836. 

## Gradnja
Gradnjo in obratovanje železnic v Carsko selo je vodila novoustanovljena delniška družba, na čelu s grofom Aleksandrom Bobrinskim (predsednik), von Gerstnerjem ter gospodarstvenikom Benediktom Kramerjem in Ivanom Konradom Plittom. Družba je imela približno 700 delničarjev, tako v Rusiji kot v Evropi. Delo se je začelo v začetku maja 1836, nadzorovalo ga je 17 inženirjev, od katerih so se nekateri prej ukvarjali z gradnjo železnic v Angliji. Najprej je bilo vključenih približno 1800 delavcev, nato pa jih je okrepilo 1400 vojakov. Z namenom promocije železnic je bil železniški terminal Pavlovsk zgrajen kot zabaviščni center. Redno je prirejal večerne zabave s povabljenimi zvezdniki, na primer koncerte Johanna Straussa II. leta 1856 .
Linija je bila ravna, z rahlim naklonom navzdol proti Sankt Peterburgu in je imela 42 mostov. Mostovi so bili večinoma leseni in dolgi 2–4 m z enim kamnitim mostom dolgim 27 m. Poleg širokega železniškega razmika 1829 mm je bila konstrukcija navadna, lesene 3,2 m dolge lesene vezi so bile ločene z 0,9 m, počivale pa so na plasti kamenja in gramoza. Tirnice so imele dolžino 3,7 m, 4,6 ali 4,9 m in težo 123 kg / m, 145,4 ali 154 kg / m. Medtem ko je bila proga v bližini Carskega Sela dokončana leta 1836, parne lokomotive še niso prispele, dela v bližini Sankt Peterburga pa so zavlekle težave pri nakupu zemljišč. Zaradi preskušanja proge sta v nedeljo 27. septembra ter 4. in 11. oktobra 1836 konji vlekli dva vagona vlaka . Potovanje približno 4 kilometre med Carskim selom in Pavlovskom je trajalo 15 minut. Testna potovanja s parnimi lokomotivami so se začela novembra 1836 na 7,5 km dolgem odseku med Pavlovskom in vasjo Bolšoje Kuzmino. Gerstner je te teste opravil sam, saj je bil v prvem tednu več kot sto potovanj in je bil večinoma zaskrbljen, ker ni videl čudežne množice ljudi, ki bi prišli gledat. Potniki na enem od teh potovanj so bili Nikolaj I. in njegova družina. Ti testi so pokazali, da lahko proga obratuje skozi rusko zimo, kar dokazuje, da so imeli skeptiki napačno mišljenje. 

## Obratovanje
Prvi redni vlak je zapustil Sankt Peterburg 30. oktobra 1837 in čez 35 minut prispel v Carsko selo. Ta vlak z osmimi vagoni je vlekla parna lokomotiva, njegov prihod pa so opazovali številni plemiški gostje, tudi Nikolaj I. Redni prevoz se je začel januarja 1838. Med januarjem in aprilom 1838 so večino vozov vlekli konji, parne lokomotive pa so uporabljali le ob nedeljah in praznikih. Začetek aprila je bila konjska vprega ukinjena in v mesecu dni je bilo prepeljanih skoraj 14.000 potnikov. Vlaki so brez postankov vozili med Sankt Peterburgom in Carskim selom, v začetku maja 1838 pa so dosegli Pavlovsk. Vsa komunikacija je bila najprej opravljena z glasom in žvižganjem. Leta 1838 je bil nameščen optični telegraf. Sestavljen je bil iz kolov, ločenih 1–2 km in dežurno stražo v lopi v bližini. Signali so bili postavljeni tako, da so dvignili 1, 2 ali 3 črne diske (podnevi) ali rdeče svetilke (ponoči) in potrebovali približno 30 minut, da so to oddali po progi. Električni telegraf je bil nameščen leta 1845, vendar so ga leta 1848 razstavili zaradi pogostih okvar; zanesljivejši sistem je bil postavljen leta 1856.
Prva potovanja so bila nenačrtovana; 15. maja 1838 je bil uveden vozni red vlakov s petimi potovanji na dan med 9. in 22. uro (poleti 7. in 23. uro). Vlaki so istočasno zapustili nasprotne terminalne postaje in bi obšli drug drugega na posebej zasnovanem prehodu na sredini proge. Po naletu dveh vlakov 11. avgusta 1840 so vlaki vozili le v eno smer. Nekateri potniki so smeli potovati s svojimi majhnimi vprežnimi kočijami, ki so jih prevažali na odprtih ploščadih vlaka. Kajenje v vlaku je bilo zaradi varnosti prepovedano; kršitelji so bili odstranjeni iz vlaka, njihova imena pa so sporočili delodajalcem. Ista pravila so veljala za pijance. Kajenje v vlakih so uvedli leta 1857. Poleti 1876 je bila položena druga vzporedna proga, ki je povečala zmogljivost železnice. V Sankt Peterburgu je bila približno takrat postavljena delavnica za popravilo vlakov. 
Železnica je bila dobičkonosna, razmerje med dobičkom in stroški je približno 1,7. Železnico je upravljalo 236 zaposlenih, katerih plača je vzela približno 22 % prihodka podjetja. Proga je večinoma prevažala ljudi, le okoli 5 % je bilo tovornih vlakov. Železnico so v letih 1899–1900 absorbirale veliko večje železnice Moskva-Ventspils-Ribinsk in preurejene v standardno rusko tirno širino 1,524 mm. 

## Vagoni
Do leta 1837 je železnica imela 6 lokomotiv, 44 potniških in 19 tovornih vagonov. V letih 1830–1840 je vsak vlak vlekel 8 vagonov s povprečno hitrostjo približno 30 km / h; hitrost se je v 1870-ih povečala na približno 42 km / h. Lokomotive moči 75–120 KM so kupili v Angliji in Belgiji. Tehtale so približno 16 ton in dosegle največjo hitrost približno 60 km / h. Vozila so imela lesene okvirje in dva para litoželeznih koles z jeklenimi platišči. Njihovi spodnji deli so bili zgrajeni v Angliji, zgornji pa v Belgiji ali Rusiji. Zgornji del (potniški del) je bil pribit na lesen spodnji okvir. Vagoni niso imeli ogrevanja, njihovi zgornji deli pa so imeli štiri različne izvedbe. Njihova zmogljivost se je gibala med 30 in 42 potniki. 

## Zapuščina
Železnica Carsko selo je bila kratka, imela je zelo omejeno zmogljivost in skoraj nobene industrijske vrednosti - prevažala je predvsem plemiče na oglede v Carsko selo in zabavo v Pavlovsk. Kljub temu je bil to pomemben korak pri razvoju železniškega omrežja v Rusiji. Zlasti izkušnje so pokazale pomanjkljivosti razmika med tiri (1829 mm) in naslednja železniška omrežja so uporabila bolj standardno tirno širino 1524 mm. V 1840–50-ih letih se je železnica Carsko selo aktivno uporabljala za usposabljanje železniškega osebja in različne lokomotivne in železniške preizkuse.
Odprtje železnice v Carsko selo leta 1837 je bil izjemno priljubljen dogodek, ki se je odražal v novicah ter v rokodelskih in gledaliških predstavah v Rusiji. V počastitev odprtja železnice je bila skovana bakrena medalja (premera 60 mm). Na njenem prednjem delu so bili Peter I., Minerva in Nikolaj I. ter besedilo »Prva železnica od Sankt Peterburga do Pavlovska je bila odprta 30. oktobra 1837. Nikolaj I., privrženec Petra I., je v Rusijo uvedel železnice«. Na hrbtni strani je bila upodobljena parna lokomotiva in besedilo: »Ustanovitelji prve železnice grof Aleksander Bobrinski, Benedikt Kramer in I. K. Plitt. Graditelj železnice je bil Franz Gerstner, rojen Čeh in blizu Rusom«. Pri odprtju železnice je bilo razdeljenih več sto medalj, vendar jih iz neznanih razlogov Nikolaj I. ni odobril. 